# Sindhuli District
Sindhuli District er et af Nepals 75 administrative og politiske regioner, betegnet distrikter (lokalt betegnet district, zilla, jilla el. जिल्ला). Sindhuli er et distrikt i bakkeområdet Middle Hills, som ligger i Janakpur Zone i Central Development Region.
Sindhuli areal er 2.491 km² og der boede ved folketællingen 2001 i alt 277.259 og i 2007 309.698 og i 2011 296.192i distriktet. Distriktets politiske organ District Development Committee er sammensat gennem indirekte valg, med repræsentation fra hver af de 9-17 administrative enheder ilakaer, hvert distrikt er opdelt i. 
Sindhuli District er endvidere opdelt i 54 udviklingskommuner (lokalt navn: Gaun Bikas Samiti (G.B.S.) el. Village Development Committee (VDC)), hvoraf byer med over 10.000 indbyggere kategoriseres som købstæder (municipalities). 
Sindhuli District er udviklingsmæssigt – gennem anvendelse af FN og UNDP's Human Development Index – kategoriseret som nr. 34 ud af Nepals 75 distrikter.

## Eksterne links
- Kort over Sindhuli District
- Sindhuli District sundhedsprofil – fra FN-Nepal (på engelsk)

27°15′07″N 85°58′12″Ø / 27.252°N 85.97°Ø